# Токійський аграрно-технічний університет
Токійський аграрно-технічний університет (яп. 東京農工大学, とうきょうのうこうだいがく; англ. Tokyo University of Agriculture and Technology) — державний університет у Японії. Розташований за адресою: префектура Токіо, місто Футю, квартал Харумі 3-8-1. Відкритий у 1949 році. Скорочена назва — Ноко́-дай (яп. 農工大, のうこうだい).

## Короткі відомості
Виник на базі Сільськогосподарського центру Міністерства внутрішніх справ Японії 1874 року. Заснований 1949 року шляхом злиття Токійської текстильної школи та Токійської школи агрономії та лісівництва. Має два факультети: агрономічний та інженерний, а також магістратуру і аспірантуру. Кампус інженерного факультету знаходиться в місті Коґанеї, Токіо. Підготовка аспірантів здійснюється за спеціальностями загальна агрономія та управління технологіями. При університеті діє лікарня для домашньої худоби, Центр вивчення білків, педагогічний центр і Музей точних наук.

## Факулььтети
- Агрономічний факультет (яп. 農学部)
- Інженерно-технічний факультет (яп. 工学部)

## Аспірантура
- Інженерно-технічна аспірантура (яп. 工学研究院)
- Агрономічна аспірантура (яп. 農学研究院)
- Відділ вивчення сільського господарства (яп. 農学府)
- Відділ вивчення інженерної справи (яп. 工学府)
- Аспірантура студій з застосування біосистем (яп. 生物システム応用科学府)
- Спільна агрономічна аспірантура (яп. 連合農学研究科)
- Аспірантура технологій і менеджменту (яп. 技術経営研究科)
- Спільна ветеринарна аспірантура (яп. 連合農学研究科)